# Ri Hyok-chol
Đây là một tên người Triều Tiên, họ là Ri.
Ri Hyok-chol (sinh ngày 14 tháng 10 năm 1985) là một cầu thủ bóng đá người CHDCND Triều Tiên hiện tại thi đấu cho Visakha ở Giải bóng đá vô địch quốc gia Campuchia.
Ri thi đấu cho CHDCND Triều Tiên ở vòng loại Giải vô địch bóng đá thế giới 2006, Giải vô địch bóng đá thế giới 2010 và Giải vô địch bóng đá thế giới 2018.

## Bàn thắng cho đội tuyển quốc gia
| #  | Ngày                 | Địa điểm                       | Đối thủ     | Tỉ số | Kết quả | Giải đấu                 |
| -- | -------------------- | ------------------------------ | ----------- | ----- | ------- | ------------------------ |
| 1. | 8 tháng 9 năm 2004   | Bình Nhưỡng, CHDCND Triều Tiên | Thái Lan    | 4-1   | Thắng   | Vòng loại World Cup 2006 |
| 2. | 7 tháng 3 năm 2005   | Đài Bắc, Đài Loan              | Mông Cổ     | 6-0   | Thắng   | Vòng loại EAFF Cup 2005  |
| 3. | 7 tháng 3 năm 2005   | Đài Bắc, Đài Loan              | Mông Cổ     | 6-0   | Thắng   | Vòng loại EAFF Cup 2005  |
| 4. | 20 tháng 5 năm 2015  | Bangkok, Thái Lan              | Thái Lan    | 1-0   | Thắng   | Giao hữu                 |
| 5. | 16 tháng 6 năm 2015  | Bình Nhưỡng, CHDCND Triều Tiên | Uzbekistan  | 4–2   | Thắng   | Vòng loại World Cup 2018 |
| 6. | 2 tháng 8 năm 2015   | Vũ Hán, Trung Quốc             | Nhật Bản    | 2–1   | Thắng   | EAFF Cup 2015            |
| 7. | 12 tháng 11 năm 2015 | Tashkent, Uzbekistan           | Uzbekistan  | 1–3   | Thua    | Vòng loại World Cup 2018 |
| 8. | 29 tháng 3 năm 2016  | Manila, Philippines            | Philippines | 2–3   | Thua    | Vòng loại World Cup 2018 |